# Brzeźno (powiat poznański)
Brzeźno – wieś w Polsce położona w województwie wielkopolskim, w powiecie poznańskim, w gminie Kostrzyn.
Pod koniec XIX wieku Brzeźno należało do powiatu średzkiego. Liczyło wówczas 36 dymów i 389 mieszkańców, w większości wyznania ewangelickiego.
W latach 1975–1998 miejscowość należała administracyjnie do województwa poznańskiego.
Przez miejscowość przebiega Szlak Osadnictwa Olęderskiego w Gminie Nekla.